# Gare de Courcelles-Motte
Pour les articles homonymes, voir Gare de Courcelles.
La gare de Courcelles-Motte est une gare ferroviaire belge de la ligne 124, de Bruxelles-Midi à Charleroi-Central, située sur le territoire de la commune de Courcelles dans la province de Hainaut en Région wallonne.
Elle est mise en service en 1843 par l'administration des chemins de fer de l’État belge.
C'est un point d'arrêt non géré de la Société nationale des chemins de fer belges (SNCB), desservi par des trains Suburbains (S) et d'Heure de pointe (P).

## Situation ferroviaire
Établie à 118 mètres d'altitude, la gare de Courcelles-Motte est située au point kilométrique (PK) 46,031 de la ligne 124, de Bruxelles-Midi à Charleroi-Central, entre les gares ouvertes de Luttre et de Roux.

## Histoire
La station dénommée « Gosselies » est mise en service en 1843 sur la ligne de Braine-le-Comte à Namur via Manage et Charleroi. Les travaux pour la construction d'un bâtiment de recettes et d'une halle à marchandises débutent en 1859.
En 1860, le nom de la station est modifié en « Gosselies-Courcelles ».
En 1894 survient un nouveau changement de dénomination : la station de « Gosselies (Ville) » devient « Gosselies » et celle de « Gosselies (Courcelles) » prend celui de « Courcelles (Motte) », qui deviendra plus tard « Courcelles-Motte ».

### Le premier bâtiment de la gare

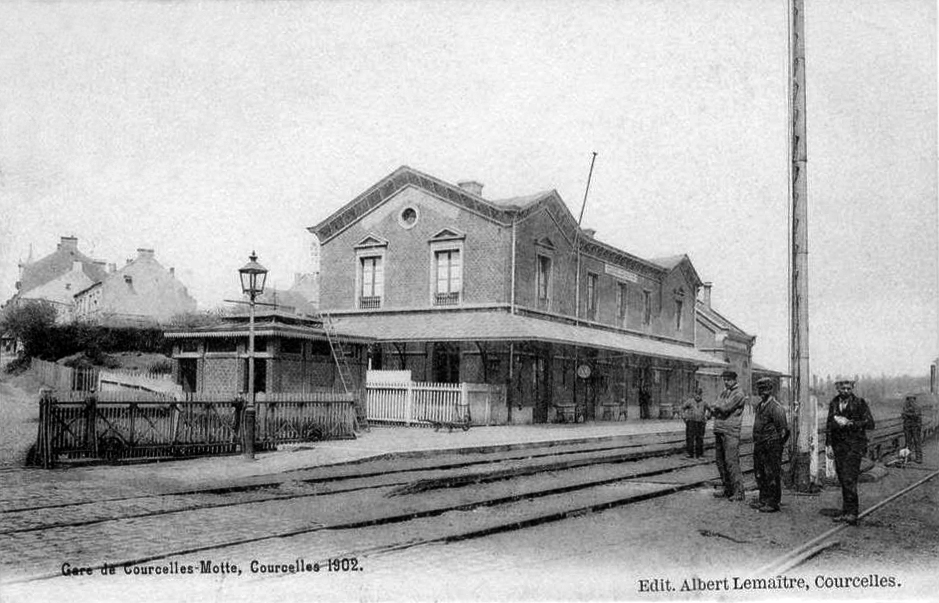
La gare en 1902.

Selon le style alors en vigueur, les chemins de fer de l’État belge firent édifier en 1859 un bâtiment néoclassique de plan symétrique, composé d’un seul volume de deux niveaux sous bâtière avec au centre trois travées flanquées de deux corps latéraux d’une travée surmontés d’un pignon. Les percements du rez-de-chaussée sont surmontés d’arcs en plein cintre tandis que ceux de l’étage sont à linteau droit encadrées de pierre et sont surmontés de frontons pour ceux surmontés d’un pignon. Les pignons transversaux sont percés d’un oculus. Deux cordons de pierre rythment la façade, le premier à la naissance des arcs du rez-de-chaussée et le second au seuil des fenêtres du premier étage.
Pour des raisons pratiques, un des corps latéraux possédait deux travées au lieu d’une côté rue, il pourrait s’agir d’une transformation ultérieure. Un bâtiment annexe de deux travées sous bâtière avec de grandes fenêtres au pignon vient se rajouter à la gare d’origine entre la halle à marchandises et la gare, à laquelle il était relié par une petite aile à toit plat dont les fenêtres seront par après harmonisées avec les arcs en plein cintre de la gare et de l’annexe. Les fonctions de cette annexe ne sont pas connues, il pourrait s’agir d’un magasin pour les colis et le courrier.
Pour les besoins du service, le bâtiment de la gare est entièrement déplacé de 7 mètres en juillet 1914 sans être démoli.
Une marquise de verre ornait ce bâtiment côté quai et recouvrait couloir sous voies, lequel fut réutilisé pour la nouvelle gare.

### La seconde gare
Un nouveau bâtiment inauguré en 1980 et construit par l’architecte A. Gilot remplace cette première gare qui fut démolie. La nouvelle gare se compose d’une partie technique sous bâtière avec des murs en béton percés d’un bandeau de petites fenêtres et d’une partie abritant le guichet et la salle d’attente dans un édifice décoré de carrelages en céramique surmonté d’un toit à un seul versant. Les deux parties étaient reliées par une section à toit plat où se trouvait le bureau du chef de gare, donnant sur le quai, et les toilettes.
Seul le quai attenant à la gare fut modernisé avec un auvent métallique, au niveau de l’escalier vers le couloir sous voies, qui recouvre aussi le parking à vélos. Les autres quais n’ont pas été rénovés.

### Fermeture
Le 2 février 2003, un vol avec effraction et des dégradations dans le bâtiment voyageurs avance sa fermeture définitive déjà prévue par la Société nationale des chemins de fer belges (SNCB). La conséquence est l'arrêt de la possibilité d'achat de titres de transport par les 250 voyageurs quotidiens.
Après plusieurs projets de réouverture, restés sans suite, du bâtiment, désormais à l’abandon, un projet de la commune d'y installer une école de ferronnerie et de rouvrir la salle d’attente est envisagé.

## Service des voyageurs

### Accueil
Halte SNCB, c'est un point d'arrêt non géré (PANG) à accès libre.
Un souterrain permet la traversée des voies et le passage d'un quai à l'autre.

### Desserte
Courcelles-Motte est desservie par des trains Suburbains et d'Heure de pointe (P) de la SNCB sur la Ligne 124 de la SNCB.
En semaine, la desserte comprend des trains S19 entre Bruxelles-National-Aéroport et Charleroi-Central (toutes les heures) renforcés par deux paires trains P aller-retour reliant Luttre à Charleroi-Sud le matin et deux autres en fin d’après-midi. Tôt le matin, il existe également un unique train S1 entre Charleroi-Sud et Anvers-Central.
Les week-ends et jours fériés, la desserte est constituée de trains L reliant La Louvière-Centre à Charleroi-Central via Luttre (toutes les deux heures).

### Intermodalité
Un parc pour les vélos et un parking pour les véhicules y sont aménagés.

## Comptage voyageurs
Ce graphique et tableau montre le nombre de voyageurs embarquant en moyenne durant la semaine, le samedi et le dimanche.
| Nombre de passagers qui embarquent à la gare de Courcelles-Motte | Nombre de passagers qui embarquent à la gare de Courcelles-Motte | Nombre de passagers qui embarquent à la gare de Courcelles-Motte | Nombre de passagers qui embarquent à la gare de Courcelles-Motte |
|                                                                  | Semaine                                                          | Samedi                                                           | Dimanche                                                         |
| ---------------------------------------------------------------- | ---------------------------------------------------------------- | ---------------------------------------------------------------- | ---------------------------------------------------------------- |
| 1977                                                             | 453                                                              | 127                                                              | 109                                                              |
| 1978                                                             | 512                                                              | 160                                                              | 105                                                              |
| 1979                                                             | 708                                                              | 116                                                              | 122                                                              |
| 1980                                                             | 501                                                              | 113                                                              | 142                                                              |
| 1981                                                             | 554                                                              | 154                                                              | 109                                                              |
| 1982                                                             | 515                                                              | 145                                                              | 133                                                              |
| 1983                                                             | 572                                                              | 144                                                              | 130                                                              |
| 1984                                                             | 435                                                              | 95                                                               | 69                                                               |
| 1985                                                             | 439                                                              | 75                                                               | 85                                                               |
| 1986                                                             | 390                                                              | 78                                                               | 55                                                               |
| 1987                                                             | 332                                                              | 85                                                               | 75                                                               |
| 1988                                                             | 364                                                              | 80                                                               | 61                                                               |
| 1989                                                             | 356                                                              | 71                                                               | 53                                                               |
| 1990                                                             | 375                                                              | 73                                                               | 65                                                               |
| 1991                                                             | 393                                                              | 80                                                               | 72                                                               |
| 1992                                                             | 419                                                              | 85                                                               | 81                                                               |
| 1993                                                             | 304                                                              | 83                                                               | 64                                                               |
| 1994                                                             | 320                                                              | 34                                                               | 27                                                               |
| 1995                                                             | 303                                                              | 34                                                               | 20                                                               |
| 1996                                                             | 360                                                              | 32                                                               | 22                                                               |
| 1997                                                             | 323                                                              | 24                                                               | 25                                                               |
| 1998                                                             | 329                                                              | 28                                                               | 26                                                               |
| 1999                                                             | 222                                                              | 31                                                               | 23                                                               |
| 2000                                                             | 275                                                              | 44                                                               | 36                                                               |
| 2001                                                             | 249                                                              | 26                                                               | 18                                                               |
| 2002                                                             | 159                                                              | 40                                                               | 24                                                               |
| 2003                                                             | 242                                                              | 24                                                               | 18                                                               |
| 2004                                                             | 252                                                              | 22                                                               | 17                                                               |
| 2005                                                             | 256                                                              | 15                                                               | 12                                                               |
| 2006                                                             | 282                                                              | 26                                                               | 15                                                               |
| 2007                                                             | 278                                                              | 22                                                               | 16                                                               |
| 2008                                                             | -                                                                | -                                                                | -                                                                |
| 2009                                                             | 214                                                              | 18                                                               | 11                                                               |
| 2010                                                             | -                                                                | -                                                                | -                                                                |
| 2011                                                             | -                                                                | -                                                                | -                                                                |
| 2012                                                             | 221                                                              | 27                                                               | 22                                                               |
| 2013                                                             | 230                                                              | 18                                                               | 16                                                               |
| 2014                                                             | 217                                                              | 34                                                               | 21                                                               |
| 2015                                                             | 186                                                              | 26                                                               | 8                                                                |
| 2016                                                             | 160                                                              | 19                                                               | 17                                                               |
| 2017                                                             | 189                                                              | 24                                                               | 21                                                               |
| 2018                                                             | 199                                                              | 25                                                               | 11                                                               |
| 2019                                                             | 167                                                              | 19                                                               | 17                                                               |
| 2020                                                             | 113                                                              | 23                                                               | 17                                                               |
| 2021                                                             | -                                                                | -                                                                | -                                                                |
| 2022                                                             | 281                                                              | 47                                                               | 30                                                               |
| 2023                                                             | 285                                                              | 59                                                               | 53                                                               |
| 2024                                                             | 289                                                              | 49                                                               | 50                                                               |